# Farmand
O Farmand (The Trade Journal of Norway) foi uma revista de negócios publicada em Oslo, na Noruega, de 1891 até ser descontinuada em janeiro de 1989. O nome farmand (ou farmann) era de uma antiga palavra nórdica para um comerciante. É composto das palavras longe como em "viajar longe" combinadas com a palavra homem. O velho rei norueguês Bjørn Farmann ou "Bjørn the Tradesman" tinha esse título.

## História e perfil
O Farmand foi fundado em 1891. O editor fundador da revista foi Einar Sundt de 1891 a 1917. Einar Hoffstad assumiu mais tarde, sendo editor de 1922 a 1926 e de 1933 a 1935. Trygve JB Hoff, um dos membros fundadores da Sociedade Mont Pelerin, editou a revista de 1935 a 1982. Durante a ocupação alemã da Noruega, de 1940 a 1945, Hoff foi preso por suas opiniões políticas. Durante esse tempo, Farmand foi proibido pelos poderes de ocupação nazistas. Kåre Varvin editou Farmand de 1982 a 1983, depois Ole Jacob Hoff de 1983 até o final em 1989. Em 1986, a revista foi vendida para a Cappelen, uma editora. A revista foi publicada semanalmente.
Farmand era uma revista conservadora e apoiou o liberalismo clássico e o livre mercado, que foi muito inspirado pelo The Economist. Farmand desfrutou de colunistas de destaque como Milton Friedman, FA Hayek e Ludvig von Mises, além de muitos economistas, intelectuais e líderes empresariais da antiga Sociedade Mont Pelerin. O conteúdo também incluiu relatórios atuais (e dentro da trilha) dos países do bloco de Leste, sendo o mais importante o esmagamento da Primavera de Praga em 1968. Havia também trechos literários, entre eles os do romance distópico de Constantino Fitzgibbon durante uma tomada comunista da Inglaterra, When the Kissing Had to Stop. Uma das atrações era uma página de citações com suas piadas populares no canto inferior direito.
A Farmand teve uma circulação de 33.800 cópias em 1981 e 33.900 cópias em 1982.